# Apriona marcusiana
Apriona marcusiana là một loài bọ cánh cứng trong họ Cerambycidae.